# Fekete sery
A fekete sery (szlovákul: Čierny šery) egy Szlovákiából származó kutyafajta. Vérvonala ónémet juhász kutyáktól, óriás schnauzerektől  és belga juhászkutyáktól származik. Tudatosan az 1980-as évektől kezdték tenyészteni. A fajta nemzetközi elismertsége azonban 2001-ig várhatott magára. Neve a kutya színére és a fajta kitenyésztőjének, Sery nevére utal.

## Fizikai jellemzői
Arányos kutya, a lágy külső vonalak kiváló belső harmóniát, bátorságot és tökéletes kiegyensúlyozottságot sugároznak.
A koponya enyhén széles, a fülek között lapos, oldalai fokozatosan és simán kicsit vékonyodnak el az orrig. Az arcorri rész erős, hossza megegyezik az agykoponya hosszával. Az ajkak feszesek, tiszták. Az orrtükör nagy, fekete árnyalatú. Az orr és az ajkak folt nélküliek. A szemei egymástól távolabb ülők, oválisak, közepesen nagyok, színe a legsötétebb barnától a legvilágosabbig lehet. A tekintet gyöngéd, buzgó, figyelmes és intelligens. A fülek nagyobb méretűek, nem ülnek túlságosan közel egymáshoz, puhák. A kis fülek kizáró oknak számítanak, ellentétben a leesőkkel. A fogak épek, erősek. Az ollós harapás a kívánatos. A nyak mérsékelten hosszú, izmos, enyhén ívelt, a vállak irányába durvaság nélkül szélesedik el.
A vállak hosszúak, jól szögeltek a felkarral. A felső lábak jól csontozottak, egyenesek, szemből nézve párhuzamosak, könyökben sem kifelé, sem befelé nem fordulnak. A lábközép flexibilis. A törzs mérsékelten hosszú, a bordák jól íveltek. A mellkas enyhén mély, mérsékelten széles, izmos. A lágyék felhúzottabb. A far széles, izmos. A comb hosszú, széles izmos. A térd jó szögelésű, a csánk mély, erős, hátulról nézve egyenesek és párhuzamosak. A mancsok oválisak, jól párnázottak, erősek, épek. Az ujjak mérsékelten íveltek, szorosan záródnak. A körmök rövidek és erősek. A farok mélyen tűzött és tartott, csánkig érő, szőrrel dúsan borított. Izgalmi állapotban, illetve mozgás közben felemelkedhet, de sohasem a hát vonala fölé. Nem hiba, ha farok végén hurok található. Szőrzete dupla. A fedőszőrzet sűrű, közepesen texturált. A rövid, sűrű, puha aljszőrrel együtt kiváló védelmet nyújt az időjárás viszontagságaival szemben. A közepesen hosszú szőrzet a nyakrészen sörényt alkot, a combok és a farok szőrrel jól fedett. Engedélyezett a hullámzott szőr is. Rövid szőrű példány esetén a szőr rövid, durva tapintású. A hosszú szőrű példányok szőrzete hosszú a füleken, a mellső hátsó lábakon. Zászlós, hosszú szőr található a csánkrésznél és a farkon. Ismert drótos szőrű példány is, ekkor a szőr hosszúsága maximum 20 cm lehet. A pofán bajusz és szakáll van. Alapesetben fekete színű, de lehet szürke, kékes-mahagónis fekete is. A fehér, barna jelek engedélyezettek, de nem lehetnek uralkodóak. A kanok marmagassága általában 59–67 cm között mozog, a szukáké 56–62 cm között. Mindkét nem esetében lehet 3 centiméternyi eltérés. Az átlagos testtömeg 20–30 kg.

## Viselkedése
Gazdájához ragaszkodó. Az emberekhez nagyon kedves, gyermekszerető, ám ha kell védelmezi gazdáját és családját. Ellenálló és szorgalmas juhászkutya, sok-sok kitartással, buzgó, éber, figyelmes és nagyon intelligens. Soha nem lehet ideges, vagy támadó kedvű vagy agresszív. Ideális minden munkavégzésre. Az állat szabad mozgású, lágy mozdulatokkal, fáradhatatlan. A mancsát alig emeli mozgás közben, azt a benyomást kelti, hogy a kutya képes a legnagyobb titokban a leggyorsabban mozogni. Futása gepárdra emlékeztet.